# Жан-Люк Деан
Жан-Люк Деан (на нидерландски: Jean-Luc Dehaene) е белгийски политик от Християнската народна партия (днешната Християндемократи и фламандци), министър-председател през 1992 – 1999 година.

## Биография
Жан-Люк Деан е роден на 7 август 1940 година в Монпелие, където се намират родителите му след германската окупация на Белгия през Втората световна война. Малко по-късно семейството се връща в Брюге. Завършва право в Намюрския университет и икономика в Льовенския католически университет.
Деан започва кариерата си в Общия християнски профсъюз, а през 70-те години заема различни длъжности в Християнската народна партия. През 1981 година става министър по социалните и институционалните въпроси в кабинета на Вилфрид Мартенс, а от 1988 година е вицепремиер и министър на съобщенията и институционната реформа. През 1992 – 1999 година оглавява две правителства, в коалиция със Социалхристиянската партия и френскоезичните и фламандските социалисти. През 2000 година Деан е избран за кмет на Вилворде, а от 2004 година е и депутат в Европейския парламент.
Жан-Люк Деан умира на 15 май 2014 година в Кемпер.